# Grad Šterska gora
Grad Šterska gora (nemško Burg Steuerberg)  je bil v srednjem veku znan kot »Touernich« ali »grad Dovernik« (castrum Dovernic). Zgrajen je bil v 11. stoletju, opuščen pa na začetku 17. stoletja. Skromne ruševine se nahajo na močno gozdnatem skalnem hribu ob vhodu v sotesko reke Krka pri Wablu v okrožju Trg (Feldkirchen). Znan je tudi kot grad Marbauer.

## Zgodovina
Grad je prvič omenjen v nedatiranem dokumentu – darovnici samostanu Admont med letoma 1130 in 1145. Verjetno so ga zgradili Eppensteinci, takratni koroški vojvode, v 11. stoletju. Ko so ti izumrli leta 1122, je gospostvo pripadlo Spanheimom. Grad so podelili v fevd in prejemnik in gradiščan se je po gradu imenoval »von Touvernich« – Reginher Dovernik. Reginher je bil sin Svikerja Holenburškega, ki je tako ustanovil stransko linijo svobodnih gospodov Holenburških. Prvič je omenjen leta 1140, leta 1147 je sodeloval s svojim fevdalnim gospodom, grofom Bernardom Mariborskim, v drugem križarskem pohodu, ki ga je organiziral kralj Konrad II. Grof Bernard ni dosegel svojega romarskega cilja, ker so ga na poti v Mali Aziji ubili Seldžuki. Reginher je bil eden redkih koroških križarjev, ki se je nepoškodovan vrnil v domovino. V zahvalo za to je del svojega premoženja podaril samostanu v Admontu,  v katerega je še kot deček vstopil Reginherjev sin Liutold. Leta 1165 je tega Liutolda salzburški nadškof Konrad II. posvetil za opata samostana Admont. 
Štajerski mejni grof Otokar III. je dedoval po grofu Bernardu Spanheimskem in tako postal tudi novi fevdalni gospodar Reginherja Dovernika. Od takrat se je njegov sedež imenoval Steyerberg ali Styberg. Logično se je od leta 1169 dalje imenoval Reginher von Steyerberg. Okoli leta 1180, tik pred smrtjo, je tudi on vstopil v samostan Admont. Nekateri družinski člani so storili enako in odšli v samostan Admont. Z bratoma Amelrihom in Henrikom so Šterskogorski verjetno izumrli okoli leta 1238. Podedovali so jih gospodje Ptujski.
Po smrti Hartnida I. Ptujskega leta 1254 je fevd prišel do grofa Friderika Ortenburškega. Njegov sorodnik, grof Henrik Pfanberški, ki je bil deželni glavar Štajerske od leta 1253, je grad Šterska gora uporabil kot bazo v boju proti Krškemu škofu, s katerim je bil vpleten v dolgotrajen spor glede sosednje posesti Albeck. Vendar so škofovi vazali iznenada grad napadli in zavzeli ter požgali. Po izumrtju Ortenburžanov je posest na podlagi dediščinskih pogodb leta 1418 pripadla na Celjskim grofom, nato pa leta 1456 pripadla Habsburžanom. Cesar Maksimilijan I. Habsburški je grad in gospostvo podaril Vitezom svetega Jurija v Millstattu, ki ga je ustanovil leta 1517. Vendar ti niso mogli izpolniti pričakovanj cesarja, ki je želel, da tu viteški red postavi utrdbo v boju proti Turkom. Njegovo posest, vključno s Štersko goro, so sprva upravljali cesarski komisarji. Leta 1588 sta nadvojvoda Karl in deželno sodišče zastavila grad njegovemu dvornemu komorniku Hansu von Basseyu kot kritje za prejeto posojilo.
Leta 1598 je jezuitski kolegij v Gradcu pridobil v last Štersko goro kot pravni naslednik vitezov sv. Jurija, ki so jo od leta 1607 spet upravljali jezuiti v Millstattu. Grad verjetno ni bil več poseljen od konca 17. stoletja dalje. Jezuitski red je leta 1773 razpustila cesarica Marija Terezija, tako da je gospostvo Šterska gora prišlo pod upravo Študijskega sklada v Millstattu. Leta 1797 je posest pridobil Krški knezonadškof Franc II. Xaver Altgraf von Salm-Reifferscheidt-Krautheim. Grad Šterska gora, ki je že propadel, je leta 1825, skupaj s posestvom Poitschach,  kupil Mathias Liebenwein. Posestvo in ruševine gradu so še vedno v lasti njegovih naslednikov, družine Senitza.